# جاش کلی
جاش کلی (به انگلیسی: Josh Kelley) متولد (۳۰ ژانویه ۱۹۸۰) خواننده و ترانه سرا اهل ایالات متحده آمریکا است. او همسر کاترین هیگل است.